# Августа Траяна
Августа Траяна е названието на античен град в римската провинция Тракия, днес Стара Загора.
През 106 г. император Траян дава на град Берое права за самоуправление и го преименува на Августа Траяна. Градът се превръща във втория най-голям, икономически, административен и културен център в провинцията след Филипопол.

## Писмени споменавания
Първото писмено споменаване на града е като civitatis Traianensium – „Града на Траянците“ в запазен надпис от 152 година във връзка с изграждането на система от укрепления от император Антонин Пий.
В друг надпис от 163 г. за изграждането на бани и нимфеон при Старозагорските минерални бани името на града е „Преблестящият Град на Траянците“. През 175 г. в тържището Дискодуратера е издигната статуя на император Марк Аврелий от „Града на Траянците“. В надпис за изграждане на пазар за месо от 177 г. градът се споменава и като Траянополис, а градските власти се обозначават като „Съветът и Народът на Траянците“ (ἡ βουλὴ καὶ ὁ δῆμος Τραιανέων).
Името Augusta Traiana е употребено при строежа на Августеум в града през 233 г. В надпис от град Ламбезис в древното берберско царство Нумидия от началото на 3 век, тракиецът Мукатралис съобщава, че е роден в „Августа-Траянския град“ (natus in civitate Augusta Traianesie). Град Августа Траяна (Αὐγούστη Τραιανή) се появява и в 323 г. в чест на император Константин I Велики, в един посветителен надпис от времето на император Александър Север и във военни дипломи от 7 февруари 160 г. и 7 януари 237 г. За последно градът се споменава като Августа Траяна на 25 септември 378 г. в постановление от името на императорите Валент, Грациан и Валентиниан II, запазено в Кодекса на Теодосий. В него се разглеждат въпросите за представителните сгради, оставени да се рушат поради нехайство: „Наистина, ако в различните провинции съществуват такива сгради, каквито се докладва, че има в Августо-Траянския град или на други места, които са превъзходни и твърде обширни за частни нужди, за да се запазят, може би ще е необходимо да бъдат определени за престой на управителите им и да се поправят под техни грижи.“
Известният римски историк Амиан Марцелин пише: „Големите градове Филипопол и Августа Траяна, които в древността се наричали Евмолпиада и Берое, красят провинция Тракия“.
Градът е и със самостоятелно общинско управление, градски съвет и Народно Събрание. Избухването на тежката Маркоманска война застрашава Римската империя и Августа Траяна придобива изключително важно стратегическо значение. Градът се е ползвал и със специален статут. По специална заповед именно в този град се заселват и ветераните от войните, водени от Римската империя.

## Строителство
По времето на император Марк Аврелий (161 – 180) в града са построени прави улици, десетки жилищни и обществени сгради, градски стени, ограждащи площ около 50 ha и подсилени с около 40 кули, от които са проучени 11, водоснабдяване, канализация, театрална сграда, храмове, пазари, одеон, терми, форум. Например открити са части от храм, посветен на Богинята Рома. В запазения надпис освен името на Богинята се споменава и името на нейния първожрец – Марк Аврелий Азиатик, който вероятно е изградил храма със свои средства.

### Антични мозайки
Стара Загора е от градовете в България, известни с най-много открити антични мозайки-над 20. В ранната есен на 2011 година до една от крепостните стени на Августа Траяна е разкрита мозайка, посветена на Дионис – „Дионисиево шествие" – която е без аналог по нашите земи. На нея са изобразени трима от свитата на бог Дионис – две танцуващи жени-вакханки и един сатир. Той не е типично изобразен с кози рога и опашка, а носи жезъл и кожа от леопард. Една от жените носи кастанети, а другата маракаси. Първата менада е с венец от бръшлянови листа. Мозайката е изпълнена с лаврови клонки и е изработена от камъчета с размер около 1 cm, но при част от детайлите камъчетата са много по-малки. Сложните, изящни фигури говорят за изработка на много голям майстор.
Тази мозайка всъщност е само част от по-голяма и експертите са на мнение, че е напълно възможно да се открият още фигури. Източно от мозайката се намира и уникална писцина – декоративно водно огледало.

### Църкви
В границите и непосредствените околности на Августа Траяна са проучени седем късноантични християнски църкви.
На 75 метра източно от градските стени, при днешното кръстовище на улиците „Генерал Столетов“ и „Господин Михайловски“ е разкрит цял комплекс от култови сгради, възникнал през втората половина на IV век около мартирий в източния некропол на града. В края на V век и началото на VI век, може би след поражения при нападенията на хуните, сградата е ремонтирана и разширена. От този период са открити няколко гробници, за част от които се смята, че са на местни епископи. Комплексът е опожарен в началото на VII век. През XI-XII век на същото място има нова гробищна църква.
Във втората половина на IV век за църква е пригодена част от разположените при югозападната порта терми. В северозападната част на града е открита трикорабна базилика с подова мозайка, като през по-късните епохи на нейно място има гробища. В днешния квартал „Три чучура“ е известна църква от втората половина на IV век, върху която през VI век е построена по-голяма църковна сграда със стопански помещения. Също във втората половина на IV век като църква е оборудвана зала в извънградска вила на 500 метра североизточно от градските стени. В същата вила е открита още една църква, от края на V век.

## Разцвет
Създадени са отлични условия за икономически и културен възход. Произвеждани са много изделия от бронз, за което говорят откритите работилници за метал и луксозни стоки, статуетки, апликации за колесници. Императорът не жали никакви средства, градският живот кипял на пълни обороти. В Августа Траяна, като един от най-солидните градски центрове с жители със завидно благосъстояние, се появяват много огромни имения с разкошни вили, например добре проучената тракийска вила „Чаталка“, принадлежала на тракийски аристократи. Обзавеждането и говори, че тя е можела да си съперничи с най-богатите имения на първенците в Рим. Открити са скъпи мебели и предмети, внос от различни места по света, златни бижута, шишета за балсами и парфюми, сребърни чаши и други луксозни предмети.
Построен е и театрон с мраморни седалки, от който са се наблюдавали зрелищните гладиаторски битки, шествията, тържествата, или събранията, където са се решавали важните за града дела. В центъра на площада има запазен постамент, върху който е имало императорска конна статуя. Северно от театрона са
разположени просторните терми, които играели и роля на образователен, духовен и спортен комплекс. В сградата е имало и 10 просторни зали. Точно там се е намирало и най-ранното учебно заведение в града от началото на 3 век – Севериановият Гимназион. Комплексът по-късно е разрушен заедно с епископския дворец. от набезите на Хуните, предвождани от Атила. Августа Траяна е частично разрушена при нападенията на готите през 3 – 4 век, но в началото на 4 век е наново укрепена и отново става център на Тракия.
От 161 година градът започва да сече и собствени монети – изключително право, което се полага само на най-големите и важни центрове и се развива до времето на император Галиен. На монетите се отпечатват ликовете на императорите и стотици различни изображения, в частност архитектурните паметници от Августа Траяна.

### Гладиаторски битки
Над два века Августа Траяна е един от центровете, в които се водят кървави и зрелищни битки с гладиатори. Организаторите и инвеститорите на тези битки са и жени, сред които и според надпис, намерен в града, първожрицата Миниция Фирмина, както и „Най-достойната първожрица Септимия Сейте“. Този артефакт е наречен „Паметник на Тъщата“. Бил е издялан по поръчка и е с надпис: „На добър час! По решение на Най-могъщото буле и на Най-свещения демос първожрецът Аврелий Демофил, син на Хрестос, издигна този Паметник на тъща си Септимия Сейте, най-достойната първожрица, организатор и инвеститор на гладиаторски борби (ди хоплон)“.

### Спорт
Още от античността в града се организира и спортен живот на най-високо ниво. Спортните и атлетически упражнения и състезания са заемали важно място в обществения и духовния живот. Специализираните училища по атлетика за подготовка на младежите се наричали гимназиони, а за мъжете – палестрати. В най-големите градски центрове е имало и стадиони. В града е съществувал гимназион, а спортните събития са се провеждали на античния форум на Августа Траяна. Всички спортни събития след това обаче се изнасят на новопостроения стадион. Сред всички спортисти от града се отличава Марк Аврелий Фронтон, атлет от най-висока класа. През 1911 г. започват изкопни и строителни дейности заради строежа на Драматичен театър „Гео Милев“ в Стара Загора. Открита е кула, крепостни стени, както и надписани каменни плочи. След като са разчетени, една от тези плочи се оказва уникална находка от културно-историческото наследство на България. Надписът гласи:
„На добър час! На Аврелий Фронтон, син на Диофан, Олимпионикия, Алионикия, Необикновения бегач. Отдавна пръв и единствен сред всички граждани на родния град и Отечеството си. По решение на Свещения Съвет и Славното Блестящо Събрание, Аврелий Менандър-„Злобата“, син на Менандър и Кото, атлет, съвъзпитаник на победителя, издигна статуята за своя сметка. Благоденствай!"
Статуята на Марк Фронтон не е открита, но две думи в надписа правят този артефакт уникален за страната ни: „Олимпионикия и Алионикия“. Това са звания, които получават единствено победителите в Олимпийските игри. Олимпионикий е званието на победителите от игрите от Олимпия, а Алионикий от олимпийските игри, провеждани на Родос в чест на Бога на Слънцето. От надписите се оказва, че Марк Фронтон е спечелил и двете. В тези олимпийски игри участват най-големите имена на империята. Пробив във вековната хегемония на атлети от Мала Азия, Сирия и Египет прави именно Аврелий Фронтон от Августа Траяна. Марк Фронтон е дори двукратен олимпийски победител. Той получава и най-високите възможни титли:
Тракарх през 297 г. и Европарх-председател на Тракия и Европа. Прочутият атлет е имал и правото да се обръща директно към императора и дори да влияе на решенията му. Друг открит каменен надпис в чест на Марк Фронтон гласи: „Тук живя Първият Управител на Европа“.

### Изкуство и култура
В града се развиват и редица изкуства, както и музиката. За това свидетелстват образците на бронзовата и каменната пластика, ювелирното изкуство, грънчарството, производството на стъкло, както и статуя от мрамор на Орфей. В Стара Загора има открити цели негови 3 паметника. Освен калъп-матрица за изработване на свирещ Орфей, през 1975 г. при археологически разкопки е открито едно от най-хубавите пластични изображения на Орфей не само в България, но и в пределите на тогавашната Римска империя. Скулптурата представя Орфей приседнал до едно дърво, който унесен свири на подарената му от Аполон лира. Около нея има и декоративно изработена рамка с изобразени животни: лъв, бик, пантера и гущери. Интересна е символиката в християнството на изобразяване на Орфей в сцени, в които той свири на дивите зверове, като с това се визира Иисус Христос, който чрез учението си опитомява озверелите от грях човеци.
В Стара Загора е открит и единственият писмен паметник в България, посветен на Орфей. Надписът е гравиран върху мрамор и е датиран от края на 2 век. Украсен е с щит и копие отляво, а отпред и вдясно с растителни орнаменти и гласи:
„На добър час! Терес посвети на Лечителя изящно изработена статуя на приятеля на Аполон – Орфей, който успокояваше с гласа си и със съзвучията изпод ръцете си зверове, дървета, влечуги и птици“.
Най-ценното в паметника е това, че се цитират директно думите на Орфей от поемата „Аргонавтика“ в първо лице. Уникалният паметник обаче е изкъртен и пренесен от Стара Загора в София, в Национален археологически музей под номер 1595.